# Hallerbach (Windhagen)
Hallerbach ist ein Ortsteil der Ortsgemeinde Windhagen im rheinland-pfälzischen Landkreis Neuwied.

## Geographie
Hallerbach liegt zwei Kilometer südwestlich des Ortszentrums von Windhagen im Tal des für das Dorf namensgebenden Hallerbachs, eines rechten Zuflusses des Pfaffenbachs. Dem Hallerbach, der hier zum Teil in Teichen gestaut wird, fließen westlich des Ortes der Erpeler Bach (Grenze zur Ortsgemeinde Erpel) und innerhalb des Ortsbereichs der Rederscheider Bach zu. Das naturnah erhaltene Bachtal ist auf diesem Abschnitt als Biotopkomplex ausgewiesen. Die Ortschaft umfasst Höhenlagen zwischen 230 m ü. NHN und 260 m ü. NHN. Nordwestlich und oberhalb erstreckt sich das Straßendorf Rederscheid und nach Osten besteht ein fließender Übergang in den Ortsteil Frohnen. Durch Hallerbach verlaufen die sich hier kreuzenden Kreisstraßen K 26 (Landesgrenze Richtung Rottbitze – Hallerbach – Unterelsaff) und K 25 (Willscheid – Windhagen).

## Geschichte
Hallerbach (vermutlich =„heiliger Hügel“) gehörte seit dem Mittelalter, als es noch mit dem heute benachbarten Frohnen einen gemeinsamen Ort „In der Hallerbach“ bildete, zur Honschaft Rederscheid (früher auch als Hohner Honnschaft bezeichnet) im Kirchspiel Windhagen und unterstand der Verwaltung des kurkölnischen Amtes Altenwied. Anfang des 15. Jahrhunderts war in Hallerbach das Adelsgeschlecht der Herren von Rennenberg, ansässig auf der gleichnamigen Burg oberhalb von Linz, mit dem Rembischhof begütert. Bei einer Inventur (Bestandsaufnahme) aller Ansiedlungen im Amt Altenwied zählte man 1660 in Hallerbach zwei Häuser. Nahe Hallerbach befand sich damals mit dem Heegshäuschen das Leprosenhaus für das Gebiet des Amtes.
Der Betrieb von Mühlen in und am Hallerbach begann 1575 mit einer kurkölnischen Bannmühle, die sich auf der rechten bzw. südlichen Bachseite auf der heutigen Gemarkung von Vettelschoß in einem „Hunau“ genannten Flurstück befand. Errichtet worden war sie zur Entlastung der damaligen Bannmühle nahe der Burg Altenwied, die aus ihrem Bannbezirk das Gebiet des Kirchspiels Windhagen und der Honnschaft Lorscheid II (Vettelschoß) an die neue Hallerbacher Mühle abgab. Verpachtet war sie wahlweise auf 12 oder 20 Jahre, die Pachtsumme schwankte mit dem Mühlenertrag (1666: 51 Reichstaler). Spätestens 1705 kam auf der linken, nördlichen Bachseite in Hallerbach eine weitere Mühle hinzu, die zunächst als Ölmühle in privater Hand betrieben wurde. 1803 gingen beide Mühlen auf Grund des Reichsdeputationshauptschlusses in den Besitz des Fürsten zu Wied-Runkel über. Unter dessen Herrschaft wurde bis 1806 eine neue Mühle in Hallerbach errichtet, sodass die beiden bisherigen außer Betrieb gingen und bis 1812 (Mühle von 1575) und 1822 (Mühle von 1705) niedergingen. Der Betrieb der Ersatzmühle wurde nach Aufhebung des Mühlenzwangs 1845 noch bis 1957 fortgesetzt, das Gebäude ist heute Mittelpunkt eines Campingplatzes.
In preußischer Zeit (ab 1815) blieb Hallerbach ein Teil der Honschaft, später Gemeinde Rederscheid, seit 1823 im Verwaltungsbezirk der Bürgermeisterei Asbach. 1874 nahm in Hallerbach eine katholische Volksschule ihren Betrieb auf, die 1914 von 102 Kindern aus der gesamten Gemeinde Rederscheid besucht wurde. Zum Ende des Zweiten Weltkriegs hin erlitt der Ort schwere Zerstörungen. 1961 wurde die Hallerbacher Ortsdurchfahrt (K 26) ausgebaut. 1962 erhielt die Hallerbacher Volksschule, deren Schülerzahl inzwischen deutlich abgenommen hatte, einen Neubau. 1968 wurde sie in eine Grundschule umgewandelt, zu deren Schulbezirk ab 1971 die gesamte Gemeinde Windhagen gehörte. 1988 zog die Grundschule von Hallerbach in einen nahe der Bundesautobahn 3 gelegenen Neubau um.
Im Rahmen der rheinland-pfälzischen Verwaltungs- und Gebietsreform wurde Hallerbach am 7. November 1970 mit der Gemeinde Rederscheid in die Gemeinde Windhagen eingegliedert. Die zur vormaligen Gemeinde Rederscheid gehörende Gemarkung blieb bestehen.
Einwohnerentwicklung
| Jahr | Einwohner |
| ---- | --------- |
| 1816 | 31        |
| 1828 | 36        |
| 1843 | 50        |
| 1885 | 80        |
| 1910 | 80        |
| 1987 | 100       |

## Sehenswürdigkeiten

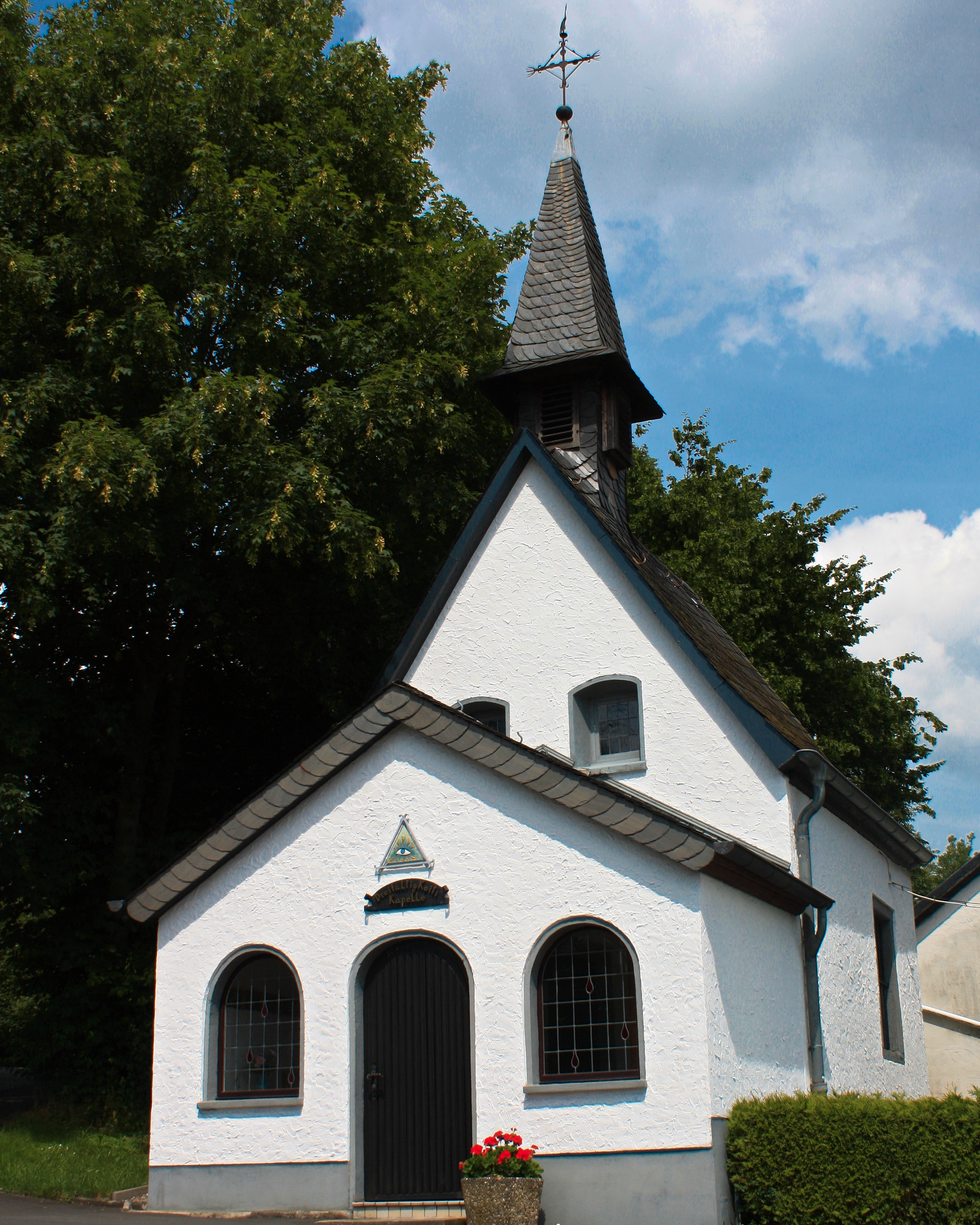
Katholische Filialkirche Heilige Dreifaltigkeit

- Die katholische Filialkirche Heilige Dreifaltigkeit, auch bezeichnet als „St. Trinitatiskapelle“, ist ein weiß verputzter Saalbau mit einem Barockaltar. Er hat eine Länge von etwa sechs Metern und wird von einem Satteldach bedeckt, dem ein schiefergedeckter Glockenturm aufgesetzt ist. Das heutige Kirchengebäude wurde urkundlich erstmals im Jahre 1715 oder 1726 erwähnt, geht aber laut Datierung des Dachstuhls auf das Jahr 1614 zurück. Die Vorgängerkirche soll bis in die Zeit der Christianisierung im frühen Mittelalter zurückreichen und auf einer vormaligen paganischen, vermutlich keltischen Kultstätte errichtet worden sein. Die Pfarrei in Bruchhausen im Kirchspiel Erpel entsendete damals ihren Pfarrer in die Hallerbacher Kapelle. 1768 kam es zu einer umfassenden Renovierung des Bauwerks, 1959 zu einer baulichen Erweiterung – seither umfasst die Kapelle mehr als 100 Plätze – und 1968/69 zu einer weiteren Renovierung. Das Kirchengebäude steht als Kulturdenkmal unter Denkmalschutz.[15][16][17]

## Persönlichkeiten
- Josef Rüddel (1925–2023), langjähriger Bürgermeister von Windhagen, geboren in Hallerbach